# Linnés Hammarby
Linnés Hammarby er et gods i Danmarks socken og Vaksala härad i Uppsala län 15 kilometer sydøst for Uppsala i Sverige.
Hammarby nævnes første gang 1337, da det byttes bort af Olof Styrbjörnsson til kannik Lars Nilsson i Uppsala. Siden ejedes det af slægterne Läma, Stewardt, Gärffelt og von Friesendorff samt kom, gennem giftermål indenfor den sidstnævnte slægt, i hofjægermesteren A. Schönbergs besiddelse. Denne solgte i 1758 godset og det nært beliggende Sävja ("Linnés Sävja") med mere, sammenlagt 10 hjem, for 80.000 daler til Carl von Linné.
Da Linné tiltrådte ejendommen, eksisterede kun de to fløje i træ på Hammarby, blandt hvilke han 1762 lod opføre det større beboelseshus, også det i træ, i to etager. På en bakke ovenfor gården byggede han 1769 et museum i sten, i hvilket han opbevarede sine samlinger. Selv denne bygning findes stadig.
Linné ville have en gård på landet til landbrug, enkesæde og som et tilflugtssted fra Uppsalas usunde miljø. Han plejede at tage sine studenter på udflugt via Kungsängen til Hammarby.
Linnés Hammarby har siden 1935 været byggnadsminne. I dag ejes ejendommen af Statens fastighetsverk og forvaltes af Uppsala Universitet.